# La Florida, Honduras
La Florida är en ort i Honduras.   Den ligger i departementet Departamento de La Paz, i den sydvästra delen av landet, 80 km väster om huvudstaden Tegucigalpa. La Florida ligger 1 721 meter över havet och antalet invånare är 899.
Terrängen runt La Florida är kuperad. Runt La Florida är det ganska tätbefolkat, med 60 invånare per kvadratkilometer. Närmaste större samhälle är Marcala, 10,7 km nordväst om La Florida. 